# Dòng tu tôn giáo

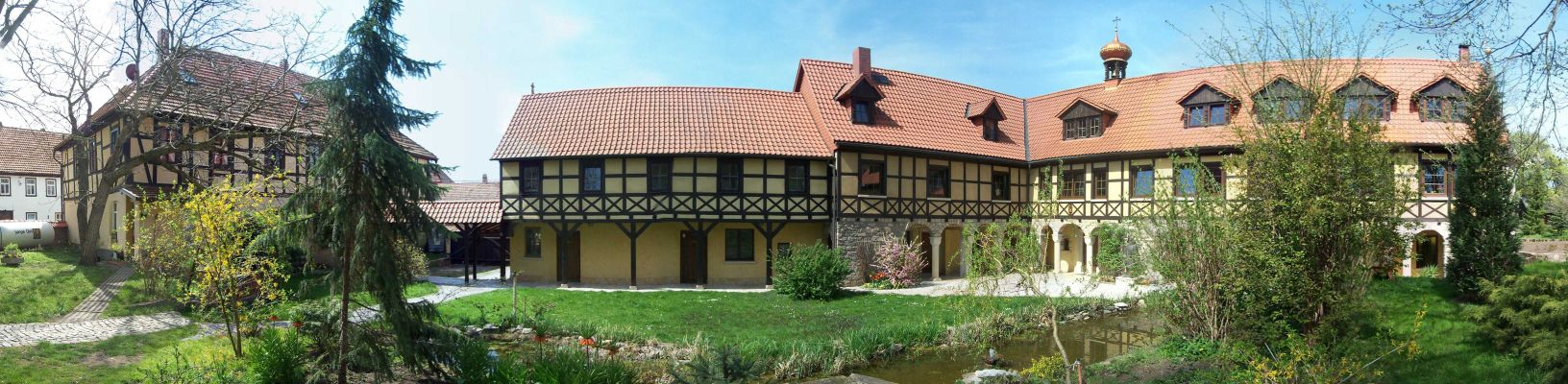
Tu viện Thánh Wigbert là một tu viện theo dòng Thánh Benedict của tông Luther.

Dòng tu tôn giáo (chữ Anh: religious order), hoặc gọi là tu đạo hội, tu hội, là một nhóm tổ chức chuyên chú vào sự nghiệp tôn giáo, các thành viên của dòng tu thường có quy tắc sinh hoạt và nhiệm vụ cụ thể dựa trên giáo lí và truyền thống của tôn giáo đó. Thành viên của dòng tu có thể là tu sĩ, nữ tu sĩ hoặc nhân viên chuyên trách tôn giáo khác, họ chấp nhận sống theo giáo lí và quy định của tôn giáo mà họ theo. Tu đạo hội có thể chuyên về giảng dạy, phục vụ cộng đồng, tu hành, hoặc sứ mệnh khác, điều này được quyết định bởi tôn chỉ của chúng. Trong Cơ Đốc giáo, tu đạo hội có nhiều loại hình, bao gồm tu hội nam nữ truyền thống, ẩn tu hội, giáo đoàn, tu đạo viện,...

## Phật giáo
Trong xã hội Phật giáo, một tu đạo hội là một trong nhiều dòng tu của tăng ni, trong đó rất nhiều dòng tu tuân theo trường phái giáo lí cụ thể, ví dụ như dòng Dhammayuttika do quốc vương Thái Lan Rama IV sáng lập. Dòng tu Phật giáo nổi tiếng ở Trung Quốc là dòng Thiếu Lâm cổ xưa trong Phật giáo Thiền tông, thời hiện đại có dòng Hư Vân.

## Cơ Đốc giáo

### Công giáo La Mã

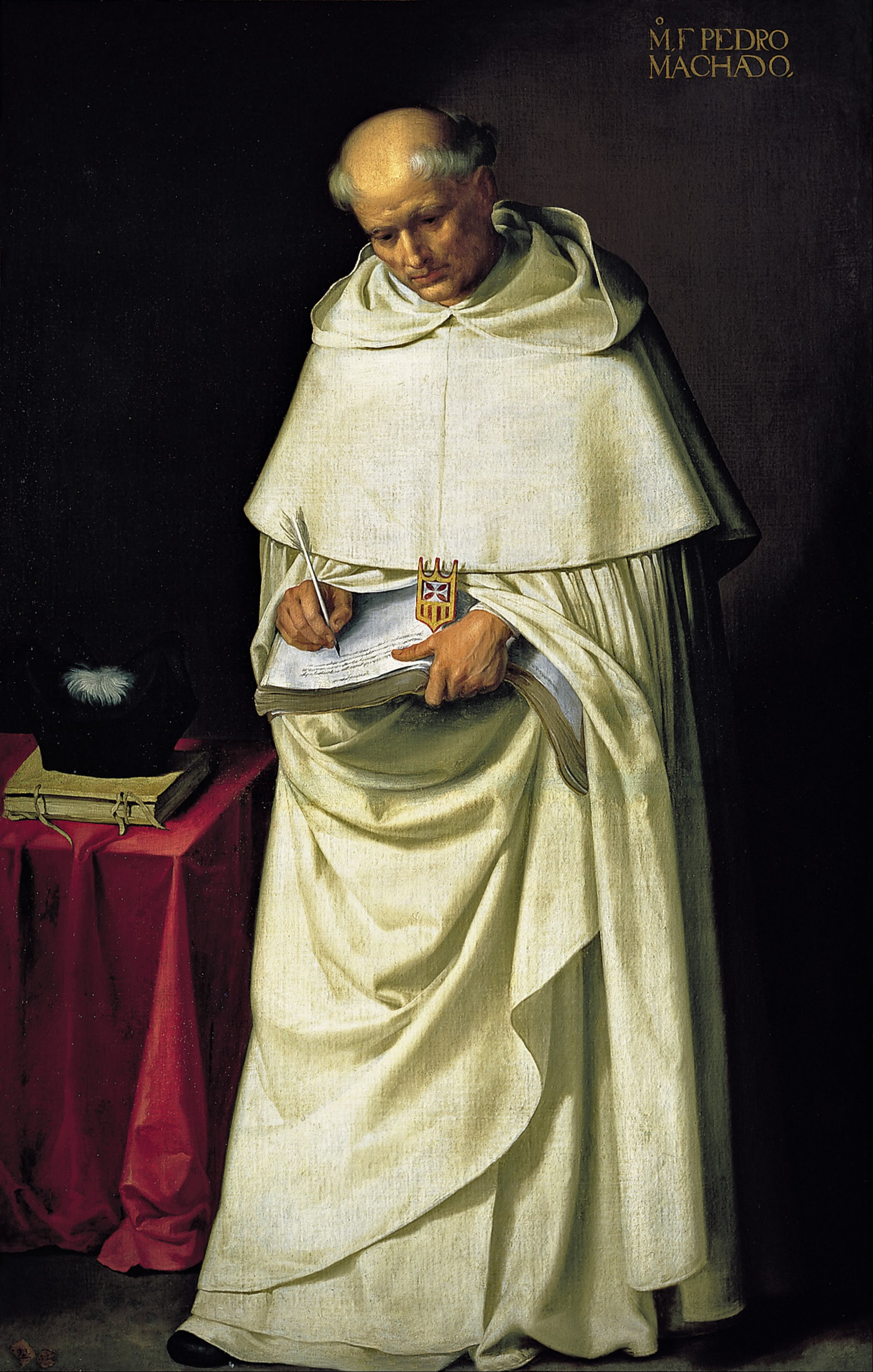
Thánh Phanxicô Zumel, Bề trên Tổng quyền của dòng Dòng Đức Bà Thương Xót, tranh do hoạ sĩ Francisco de Zurbará vẽ.

Ở Ai Cập đã xuất hiện đoàn thể tín ngưỡng thực hành cách li với thế tục, ăn chay và cầu nguyện sớm nhất. Trải qua cuộc cải cách của Thánh Benedict, đã xuất hiện rất nhiều tu đạo viện nam, nữ ở khắp nơi châu Âu. Nam giới tham gia đoàn thể loại này gọi là tu sĩ, nữ giới gọi là nữ tu sĩ. Họ đều không phải là tư tế (mặc dù tu sĩ có thể tấn thăng hoặc được bầu làm giáo hoàng), không cử hành bí tích, nhưng phụ trợ tư tế tiến hành công việc khác. Họ đều tuyên bố ba điều Thánh nguyện: nghèo khó, vâng phục và trinh khiết.
Đoàn thể tu đạo được thiết lập vì mục đích và tinh thần khác nhau gọi là tu hội, đấy là đoàn thể tu đạo được thành lập để ứng biến thời đại và nhu cầu xã hội khác nhau. Tu hội nổi tiếng trong Công giáo La Mã có dòng Thánh Benedict, dòng Franciscan (hướng về người bần cùng), dòng Dominican (hướng về cư dân thành thị), dòng Augustine, dòng Jesus (hướng về học thuật) và dòng Salesian Don Bosco (hướng về thanh thiếu niên).
Khi một số tu hội phát triển lớn mạnh, cũng trở thành công cụ trọng yếu để giáo hoàng kiểm soát quyền lực thế tục ở châu Âu, ví dụ như dòng Dominican chủ trì Toà án dị đoan, dòng Jesus tích cực tham dự vào cuộc bức hại đối với tín đồ Tin Lành. Cũng có những thời kì, một bộ phận tu hội có thế lực khủng khiếp cũng bị tấn công từ trong lòng Giáo hội Công giáo La Mã, ví dụ như dòng Jesus từng bị giáo hoàng Clement XIV giải tán, đình chỉ hoạt động đến nửa thế kỉ tại các khu vực Công giáo La Mã truyền thống.
Kể từ cuối thế kỉ XIX, có rất nhiều tu hội do người Việt sáng lập liên tục xuất hiện. Ở Việt Nam, có rất nhiều người sai lầm đem dòng tu nói là nhà thờ, đấy là hiểu sai. Tu hội có đoàn thể thuộc quốc tế, cũng có hội đoàn trực thuộc giáo phận (dòng tu giáo phận, ví dụ như dòng Đa Minh Việt Nam, nữ có dòng Cát Minh,...). Ở các nước trên thế giới có đoàn thể tu hội với hình thức khác nhau, nhưng đều thuộc Giáo hội Công giáo La Mã.

### Tin Lành tông Luther
Martin Luther quan tâm giá trị tinh thần của đời sống tu viện trong thời kì Cải cách Tôn giáo. Sau khi thành lập Giáo hội Luther, một số tu viện ở khu vực Giáo hội Luther (ví dụ như tu viện Amelungsborn nằm thị trấn Negenborn và tu viện Loccum nằm ở thị trấn Rehburg-Loccum) và các nữ tu viện (ví dụ như tu viện Ebstorf nằm ở thị trấn Uelzen và tu viện Bursfelde nằm ở Bursfelde) đã tiếp đón Cơ Đốc nhân tông Luther.